# Sultan + Shepard
Sultan + Shepard sind ein kanadisches Duo für elektronische Musik, das häufig in den Bereichen Plattenproduktion, Songwriting und Remixing zusammenarbeitet.

## Geschichte
Sultan wurde als Ossama Al Sarraf geboren. Nachdem er in Kuwait, Zypern und Ägypten gelebt hatte, zog er 1996 nach Montreal, um Maschinenbau und Betriebswirtschaft an der McGill University zu studieren. Während seines Studiums tauchte er in das Nachtleben von Montreal und die Houseszene ein. Eine Reihe von Auftritten führte zur Veröffentlichung seines ersten Tracks Primal Instinct. Sultan wurde 2001 bei Chug Records unter Vertrag genommen. Im Jahr 2004 spielte Sultan in dem Dokumentarfilm Being Osama mit, in dem er seine christlich-palästinensischen Wurzeln schilderte.
Nachdem Ned Shepard, ebenfalls Student an der McGill University, Sultan beim DJing in Montreal gesehen hatte, gab er ihm 2002 eine Demo-CD mit Musik, an der er gearbeitet hatte. Sultan rief Shepard am nächsten Morgen an und zeigte Interesse an einer gemeinsamen Produktion.
Shepard zählt Brian Eno, Underworld, The Chemical Brothers, Faithless und Sasha & John Digweed zu seinen wichtigsten Inspirationen. Sultan ist mit ihm einer Meinung und erwähnt darüber hinaus noch Daft Punk und Deep Dish.
Im Jahr 2008 gründeten sie Harem Records, um ihre Musik zu veröffentlichen.

## Diskografie

### Studioalben
- 2019: Echoes of Life: Day

### Singles (Auswahl)
- 2013: Ordinary People [Spinnin Records]
- 2013: Army (Club Mix) [Strictly Rhythm]
- 2013: Long Way From Home (mit Fedde Le Grand) [Flamingo Recordings]
- 2013: No Good (mit Fedde Le Grand) [Spinnin Records]
- 2013: Draw Close [Revealed Recordings]
- 2014: Astana (Mainstage Mix) (mit Funkagenda) [Harem Records]
- 2014: All These Roads [Parametric]
- 2014: Renegade Master (Back Once Again) (Original Mix) [Musical Freedom]
- 2014: Deeper Love (mit Junior Sanchez) [Size Records]
- 2014: When We Were Young [Columbia (Sony)]
- 2014: Keep Moving (mit The Boxer Rebellion) [Protocol Recordings]
- 2015: Make Things Right [Spinnin Records]
- 2015: Don't Let Me Down (Hook N Sling Remix) [DOORN (Spinnin)]
- 2015: Manila (mit Futuristic Polar Bears) [Harem Records]
- 2015: In The Night [Mixmash Records]
- 2015: Bring Me Back [Armada Music]
- 2015: BWU (mit Felix Leiter) [Mixmash Records]

### Remixes (Auswahl)
- 2012: Paris & Simo – Time (Sultan + Ned Shepard Edit) [Harem Records]
- 2012: Dean Cohen – American Flash (Sultan + Ned Shepard Edit) [Harem Records]
- 2013: Matt Caseli, Joel Edwards, Marrs TV – Chemical Love (Sultan & Ned Shepard Remix) [Harem Records]
- 2013: Kid Massive, Tiny Ducks – Smash It (Sultan + Ned Shepard Edit) [Harem Records]
- 2013: Kim Fai – Snake (Sultan + Ned Shepard Remix) [Harem Records]
- 2014: Mad Mankeyz, Elijah Thomas – One Year Later (Sultan + Ned Shepard Remix) [Harem Records]
- 2015: Mor Avrahami, Ido Shoam – Bateria (Sultan + Shepard Edit) [Harem Records]
- 2015: Ed Sheeran, Rudimental – Lay It All On Me (Sultan + Shepard Remix) [Asylum/Major Tom’s]
- 2016: Jack wins – Give It Up (Sultan + Shepard Remix) [Mixmash Deep]